# Meta Sudans
La Meta Sudans fue una fuente monumental de la Antigua Roma, situada entre la base del Coloso de Nerón y el Arco de Constantino justo al lado del Coliseo construida por el emperador Domiciano entre el 89 y el 96.

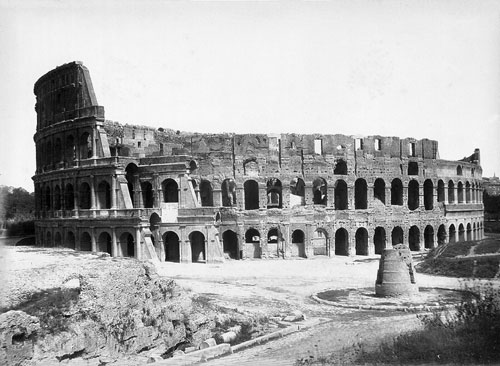
Año 1858: El coliseo y las ruinas de la Meta Sudans

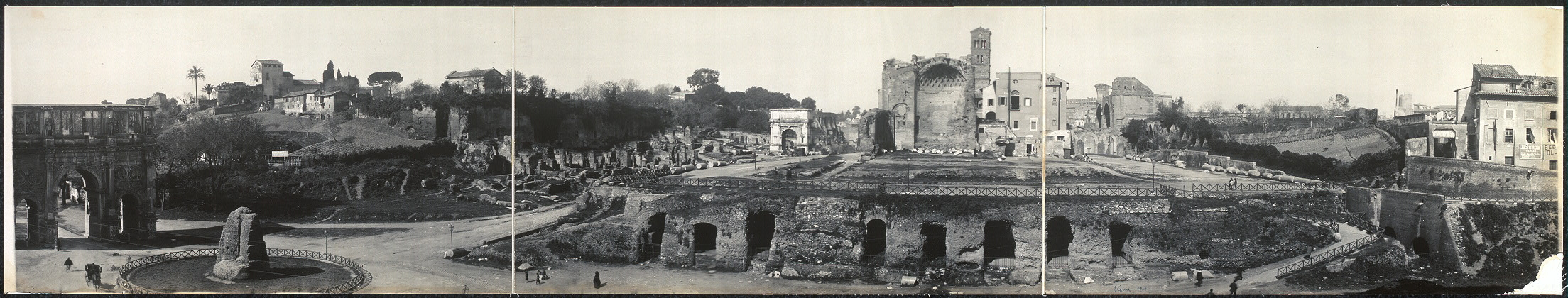
Año 1909: fotografía del Foro Romano donde se ve la Meta Sudans a la izquierda, antes de ser demolida

## Descripción
La Meta Sudans, señalaba la intersección de 4 distritos de la ciudad, y posiblemente tuvo un papel destacado en relación con la Vía Sacra. Su forma representaba la "meta" utilizada en los circos romanos como punto de giro de los carruajes.
Construida sobre una fuente previa de la época Julio-Claudia que fue destruida en el gran incendio de Roma del año 64, la fuente tenía la forma de una base cilíndrica rematada por un alto cono de entre 16 y 18 metros, el cual se encontraba coronado por una esfera de bronce con agujeros. Una cañería recorría el interior por el centro de la estructura (visible en fotografías de sus ruinas hacia el año 1900), la cual alimentaba la esfera que dejaba correr el agua por la superficie del exterior del cono, haciendo que éste pareciera "sudar", de allí su nombre. Rodeando dicho cono había un estanque de un diámetro de 16 metros y una profundidad de 1,4 metros.
En el año 1936, la estructura que aún quedaba en pie, de tan solo unos 9 metros de altura, fue derribada por los trabajos encargados por Mussolini con el objeto de crear una calle que bordease el Coliseo y dejara más visible el Arco de Constantino que se encontraba al lado, mismas razones por las cuales se demolieron los restos de la base del Coloso de Nerón.
En el lugar donde se construyó esta estructura se documentaron restos de la antigua Domus Aurea de Nerón. La Meta Sudans fue objeto de excavaciones a lo largo de los años 1980, y hoy en día se conservan solo los cimientos circulares de esta fuente.

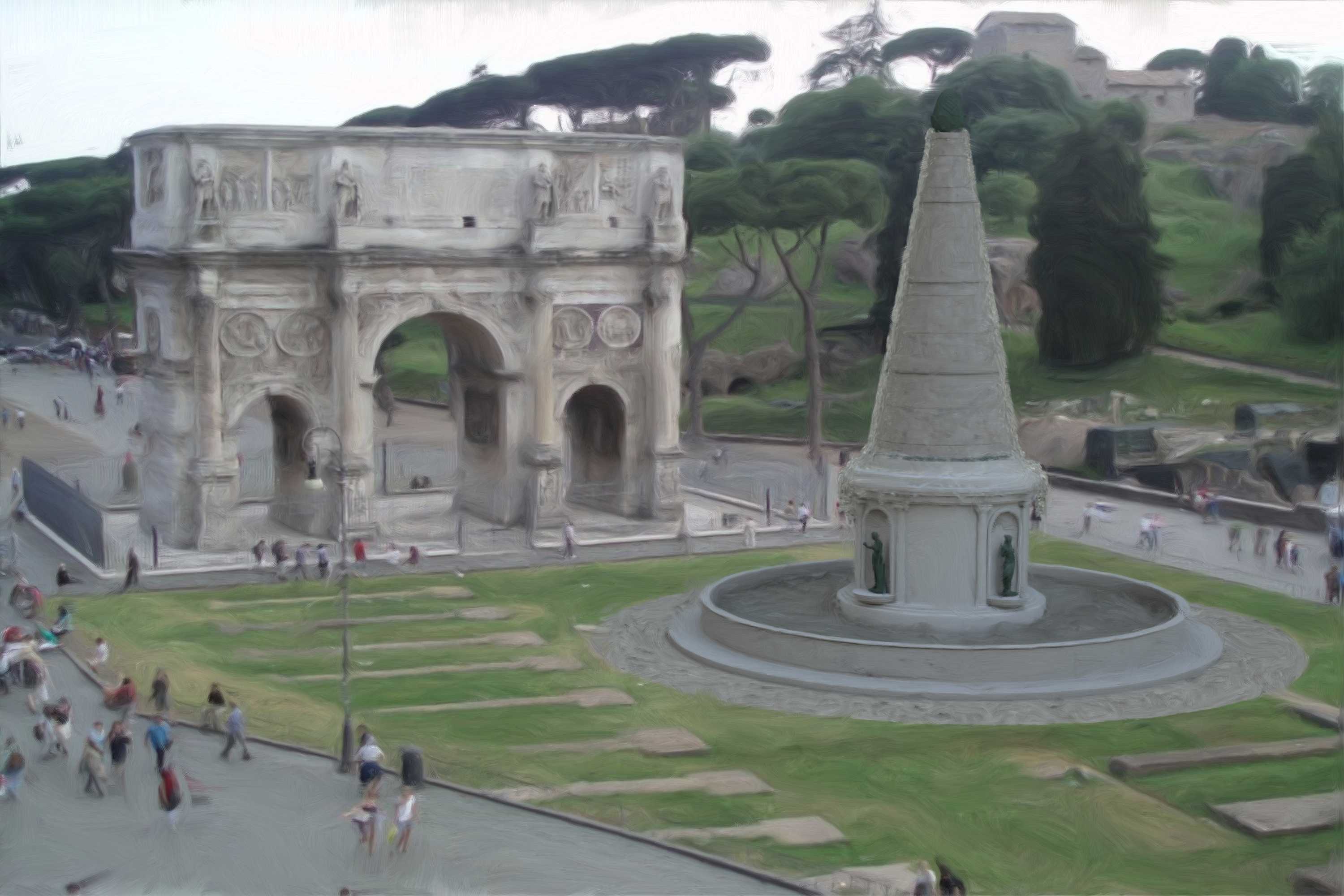
Reconstrucción de la Meta Sudans.